# Dimítrios Konstantópoulos (football)
Pour les articles homonymes, voir Dimítrios Konstantópoulos.
Dimítrios Konstantópoulos (en grec : Δημήτριος Κωνσταντόπουλος), né le 29 novembre 1978 à Thessalonique, est un ancien footballeur international grec. Il jouait comme gardien de but.

## Palmarès
- Vice-Champion de Football League Championship (2e division) en 2016 avec Middlesbrough